# Sociedad Hebraica Argentina
La Sociedad Hebraica Argentina es un club situado en la Ciudad de Buenos Aires, Argentina. Fue fundada el 16 de abril de 1926 en Sarmiento 2233, tiene una sala principal de teatro diseñada por Saulo Benavente con capacidad para 800 espectadores, siete murales, uno de de los cuales es de Antonio Berni, que en el año 2015 fueron declarados Patrimonio Cultural de la Ciudad. El mural de Castagnino, "La ofrenda de la nueva tierra" se encuentra en el café literario de la planta baja, hay un fresco de Demetrio Urruchúa llamado "La cultura dignifica a los hombres y hermana a los pueblos" en el primer piso, el mural de Berni "Literatura, artes plásticas y música" está ubicado en el hall de entrada.

## Sedes
El club posee 2 sedes:
- Sede Sarmiento: Sarmiento 2233 - Ciudad de Buenos Aires.
- Sede Pilar: Ruta Provincial 8 (ex-Ruta Nacional 8) km 51,5 - Pilar, partido del Pilar, Provincia de Buenos Aires.

## Instalaciones

### Sede Sarmiento
El edificio cuenta con 14 pisos:
- Teatro (800 localidades)
- Auditorio (150 localidades)
- Biblioteca (con más de 40.000 volúmenes) y acceso a Internet
- Centro Cultural Infantil, con equipamiento multimedial, videos y una completa colección de libros para niños
- Centro Cultural Adolescente
- Salones Multiuso
- Solarium
- 6 Gimnasios
- Natatorio
- Restaurante
- Café Literario
- Centro de atención al socio

### Sede Pilar
Es un predio de 138 hectáreas con:
- 28 canchas de Tenis
- 1 cancha de Hockey
- 4 canchas de Fútbol
- 2 canchas de Rugby
- Club House
- Cancha de Golf de 18 hoyos
- Complejo de Dormy Houses
- Playón Polideportivo
- Complejo Natatorio con 3 piletas
- Biblioteca
- Cancha de Beach Vóley
- 8 canchas de Paddle
- 3 Restaurantes
- 1 Fast Food Casher
- Supermercado
- 750 unidades de vivienda
- 8 km de caminos internos pavimentados.

## Actividades

### Sede Sarmiento[7]
Hebraica brinda actividades para sus asociados a partir de los 6 meses, en las áreas de Educación Física, Juventud, Adultos, Cultura y Adultos mayores.

### Deportes y actividades culturales[8]
- Actividades Culturales
- Aerobics
- Ajedrez
- Artes Plásticas
- Básquetbol
- Biblioteca
- Canto
- Cine
- Coro
- Escuela de Madrijim (Líderes)
- Fútbol
- Futsal
- Gimnasia Artística
- Golf
- Grupos de reflexión
- Hockey sobre césped
- Karate
- Natación
- Rugby
- Running
- Tenis
- Tenis de Mesa
- Vóleibol
- Voluntariado social

#### Hadrajá y Educación no formal
El Departamento de Juventud es el área de la institución que se dedica a la Educación No Formal para niños, adolescentes y jóvenes entre 18 meses y 23 años aproximadamente. Para esto utiliza primordialmente dispositivos grupales a partir de los cuales intenta generar experiencias significativas para la transmisión de valores desde una cosmovisión judía y estimular conductas coherentes con los mismos.

Es su principal argumento las dinámicas recreativas, el arte y la expresión, el deporte, el dispositivo de grupos por edades e intereses, la recreación de las festividades del pueblo judío, la vida en la naturaleza y la generación de marcos de pertenencia desde la primera infancia.

Quienes llevan adelante esta honorable tarea son los Madrijim, quienes desde hace más de 40 años dedican su tiempo en su juventud, para liderar los espacios grupales y contribuir con la continuidad del pueblo judío tomando la antorcha de la educación en valores como bandera.

## Fútbol de campo
Hebraica es uno de los tres equipos más importantes de la colectividad Judía Argentina junto a Macabi y Hacoaj. Actualmente Hebraica tiene dos equipos de primera división. El equipo más representativo participa en el torneo de Aifa y su segundo equipo participa en el torneo de Faccma. Según estadísticas es el equipo junto con Cissab que más títulos han conseguido en el torneo de Faccma (el torneo de la colectividad) en estos últimos 10/15 años. Además de esto, Hebraica aporto jugadores a los equipos profesionales tanto en Argentina como en Europa. Uno de ellos es el "Chino" Nicolas Falczuk, considerado por muchos el mejor jugador en inferiores de todos los tiempos de Hebraica y Faccma.

### Jugadores más representativos
Brian “Chino” Garber
Gustavo “Ichi” Umansky
Nicolas Melamud 
Maximiliano Franco
Axel “Mencho” Birencwajg
Leandro Berubi 
Brian Blosztjen
Santiago Winokur 
Lucas Makartz
Federico Andrade
Dario Scharaer 
Martin “Gallo” Naem
Martin Arruguete

## Futsal
Hebraica actualmente se desempeña en el torneo máximo de AFA junto a Boca Juniors, San Lorenzo, Pinocho, Independiente, Racing, entre otros. Actualmente cuenta con figuras de renombre como Brian Steccato, histórico arquero del futsal argentino o Pablo Marcone, campeón con Barracas Central. Su máxima figura es Matías Edelstein, habitual del seleccionado argentino.
A fines del 2013 se retiró el capitán e histórico jugador Nano Gusis. Su debut en la primera de Afa fue contra Newells en rosario en el año 1998.
Un reciente exjugador importante fue el arquero Guido Mosenson quien en el inicio de 2017 fue transferido a Boca Juniors, mismo año en donde este club salió campeón de los playoffs, además de que es un habitual convocado en la selección argentina de futsal, siendo parte del plantel campeón mundial del 2016.
En la temporada 2017, Hebraica hizo historia al llegar al 4.º puesto de la liga y de esta forma clasificarse a los playoffs, en donde se midió contra Barracas Central aunque no pudo avanzar a la próxima fase. Además al finalizar la temporada Facundo Schusterman, uno de los mejores jugadores de la Primera División de Futsal y quien marcó 24 goles en todo el año, fue transferido al Sporting Club de París.

## Socio Número 1
- Albert Einstein --> Socio número 1 de Hebraica.